# Естергазі (торт)
«Естергазі» (нім. Esterházy-Torte) — горіховий торт, популярний в Угорщині, Австрії та Німеччині. Названий на честь угорського дипломата князя Пала Антала Естергазі, міністра закордонних справ Угорщини під час революції 1848–1849 років.

## Опис
Торт Естергазі складається з п'яти-шести коржів «Докуаз», випечених зі збитої білкової маси з перемолотим мигдалем. Також є інтерпретації з фундуком або волоським горіхом. Між коржами промащують крем Муслін — крем Патіс'єр з додаванням масла. У складі крему коньяк або вишнева вода. Зверху торт покривають фонданом — цукровою глазур'ю (також зустрічається білий шоколад), поверх шоколадом наносять малюнок, типовий для тортів Естергазі, у вигляді сітки чи павутини. Боки торту прикрашають мигдалевими пелюстками.